# Frerichswerft

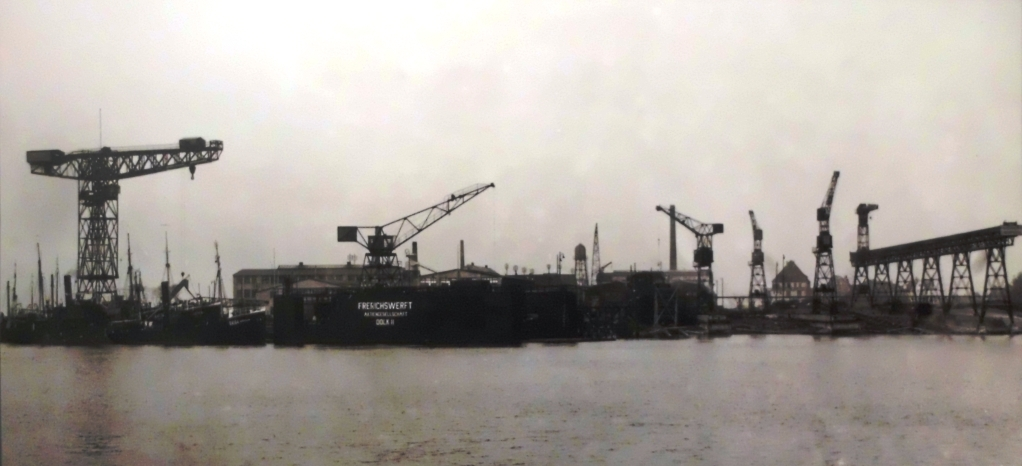
Blick von der Weser auf die Frerichswerft in Einswarden

Die Schiffswerft J. Frerichs & Co – kurz Frerichswerft genannt – war von 1905 bis 1935 eine deutsche Schiffswerft in Einswarden an der Unterweser – die größte im Land Oldenburg. Anschließend wurden dort von der Deschimag unter dem Namen Weser-Flugzeugbau GmbH bis 1945 Flugzeuge montiert; heute ist der Standort Teil des zum Airbus-Group-Konzern gehörenden Unternehmens  Airbus Aerostructures

## Unternehmensgeschichte

### Gründung der Maschinenfabrik in Flethe (1840)
Das Unternehmen J. Frerichs & Co wurde 1840 von dem Bremer Färbereikaufmann Jacob Frerichs und den englischen Ingenieuren Henry Taylor und William Waller als Maschinenfabrik, Eisengießerei und Kesselschmiede in Flethe/Rönnebeck an der Unterweser gegründet. Durch die englischen Fachleute gelangte notwendiges Fachwissen zum Bau von Dampfmaschinen in die Gesellschaft. Aus England stammte anfangs auch ein großer Teil der etwa 60 Arbeiter, ebenso kamen teilweise von dort die benötigten Hilfsmittel und Rohstoffe.

### Umzug nach Osterholz
1865 zog das Unternehmen von Rönnebeck nach Osterholz bei Bremen um, das alte Gelände wurde aufgegeben. Die Ansiedlung des neuen Unternehmens war für die damaligen Orte Osterholz und Scharmbeck und ihre Umgebung von großer Bedeutung, sie wurde zu einem wichtigen Wirtschaftsfaktor in der Region. Viele Bürger fanden als Schlosser, Schmied, Former, Eisengießer oder Modelltischler dort eine Anstellung.
Da für die Weiterführung des Unternehmens männliche Erben fehlten, wurde das Unternehmen 1900 in die Aktiengesellschaft J. Frerichs & Co. A.G. umgewandelt.

### Werft in Einswarden (1905)
Um verstärkt in den Schiffbau einsteigen zu können, vergrößerte sich das Unternehmen erheblich. Nachdem man sich mit dem Großherzogtum Oldenburg geeinigt hatte, wurde 1905 ein Gelände in Einswarden – heute zu Nordenham gehörend – auf der oldenburgischen Seite der Unterweser erworben, um dort eine Werft zum Bau von Seeschiffen zu errichten. Das erworbene Terrain war etwa 17 ha groß. Ab 1912 firmierte das Unternehmen folglich unter der Firma Schiffswerft J. Frerichs & Co. und 1914 siedelte auch die Unternehmensleitung von Osterholz nach Einswarden über. U. a. wurden Tankschiffe und im Ersten Weltkrieg Minensuchboote gebaut. Vor dem Krieg und nach 1920 entstanden hier auch Neubauten für die Hamburg-Bremer Afrika-Linie.

### Bau von Dieselmotoren (1910)
Der Osterholzer Betrieb begann schon früh mit dem Bau von Dieselmotoren zum Schiffsantrieb. So wurden ab 1911 Heckradmotorboote abgeliefert. Bekannter wurden Werra und Wotan, Fischereischiffe mit Motorantrieb. Die Wotan war ein Motorlogger mit 100 PS Antriebsleistung, der auf der Fischereiausstellung 1912 in Kopenhagen internationale Beachtung der Fachwelt fand. Er wurde auf eigene Rechnung gebaut und später von der Visurgis Heringsfischerei AG Nordenham übernommen. Inzwischen hatte man von Hugo Junkers die Lizenz zum Bau seiner Dieselmotoren erhalten, um auch leistungsstärkere Antriebsmotoren bauen zu können. Eine derartige Antriebsanlage mit zwei Dieselmotoren zu je 1.100 PS nach dem Patent (DRP-Nr. 220 124) Junkers wurde in den Motortanker Arthur von Gwinner eingebaut. Es waren nach dem Dieselverfahren betriebene Motoren mit zwei in einem Zylinder gegenläufigen Arbeitskolben.

### Übernahme der Braker Thyen-Werft (1917)

Notgeld der Frerichswerft aus dem Jahr 1921

Eine weitere Vergrößerung der Werftaktivitäten erfolgte 1917, als nach dem Tode der letzten Inhaberin die Braker Werft G. H. Thyen nebst Trockendockanlage erworben wurde. Unter dem Namen Frerichsdock, Brake wurden hier später hauptsächlich Reparaturarbeiten an Schiffen durchgeführt. Bis zum Ersten Weltkrieg wurden von dem Unternehmen überwiegend Schleppdampfer, Hinterraddampfer für den Export nach Südamerika, Frachtdampfer und die zugehörigen Dampfmaschinen und Dampfkessel bzw. Schiffs-Dieselmotoren gebaut, aber auch Komponenten des allgemeinen Maschinenbaus bis hin zu kompletten Fabrikationsanlagen. Im Osterholzer Werk wurden während des Krieges Rüstungsgüter produziert und in den frühen Nachkriegsjahren Reparaturarbeiten an Schiffen und Lokomotiven durchgeführt.
1926 wurde das Unternehmen in zwei unabhängige Aktiengesellschaften aufgeteilt, wobei die Schiffswerft in Einswarden in Frerichswerft AG umbenannt wurde während das Osterholzer Unternehmen als J. Frerichs & Co. AG Osterholz Scharmbeck weitergeführt wurde. 1927 brannte die Eisengießerei in Einswarden ab und wurde wegen finanzieller Schwierigkeiten nicht wieder aufgebaut.

### Eingliederung in die Deschimag (1930)
Ebenso geriet der Osterholzer Betrieb trotz befriedigender Auftragslage in finanzielle Probleme. 1930 wurde folglich das Unternehmen mit Einverständnis der Aktionäre mit der neu gegründeten Deutschen Schiff- und Maschinenbau Aktiengesellschaft (Deschimag) zusammengeschlossen, doch bereits ein Jahr später im Juli 1931 musste der Betrieb in Osterholz wegen starker Verschuldung eingestellt werden. Als Hauptgläubiger erwarb die Stadt Osterholz-Scharmbeck das Grundstück mit den Fabrikgebäuden. Der Schiffbau in Einswarden wurde 1935 aufgegeben. Die Liquidation des Unternehmens wurde mit Hilfe der Deschimag abgewendet, indem die Gläubiger befriedigt werden konnten.
Für den geplanten Flugzeugbau sollten sowohl das Betriebsgelände als auch ein Teil des Mitarbeiterstamms erhalten bleiben. 1934 stieg die Deschimag in den Flugzeugbau ein. Unter dem Namen Weser-Flugzeugbau GmbH wurden im Einswardener Betrieb bis 1945 Flugzeuge montiert. Nach dem Krieg wurde die Firma in Finanz- und Verwaltungsgesellschaft Weser GmbH geändert, denn Flugzeugbau war untersagt und das Produktionswerk lag still. 1945 wurde das Deschimag-Unternehmen aufgelöst.

## Heutiger Zustand
Mit dem Beginn des Koreakrieges 1956 wurde der Unternehmensname (Firma) wieder in Weser-Flugzeugbau GmbH geändert. Am Standort erfolgte die Grundüberholung von Hubschraubern und man begann mit dem Bau von Flugzeugsegmenten und Flugzeugrumpfteilen. 1964 ging der Standort in die Vereinigte Flugtechnische Werke GMBH (VFW) auf. Nach zahlreichen weiteren Namensänderungen gehörte der Standort dann ab 2001 zur Airbus Deutschland GmbH. Seit 2008 ist der Standort Teil des zum EADS-Konzern gehörendem Unternehmen Premium AEROTEC.

## Schiffe der Werft (Auswahl)
- 1907: Fischdampfer Rastede
- 1908: Heringslogger Wellgunde
- 1912: Frachtschiff Wigbert
- 1915: Frachtschiff Targis
- 1916: Hilfsminensucher Kleiss
- 1918: Geleitboot Elsfleth
- 1918: Geleitboot Großherzog Friedrich August
- 1919: Minensuchboot M 133
- 1919: Minensuchboot M 134
- 1919: Minensuchboot M 135
- 1920: Frachtschiff Wigbert
- 1920: Küstenmotorschiff Polyp
- 1922: Kombischiff Friderun
- 1927: Seebäderschiff Stadt Rüstringen

## Trivia
Noch heute sind Schiffe der Frerichswerft im Dienst, unter anderem das Binnenmotorschiff "Algarve", ENI 04600060, welches 1925 in Einswarden gebaut wurde.